# Erath (Louisiane)
Erath est un bourg situé dans la paroisse civile de Vermilion, en Louisiane (États-Unis).

## Histoire
La cité a été fondée par un émigrant suisse dénommé Auguste Érath au milieu du XIXe siècle.
Un musée acadien, situé dans le centre-ville, retrace l'histoire de l'Acadie, de la déportation des Acadiens lors du Grand dérangement par les Anglais et de leur migration vers la Louisiane française qui accueillit des milliers de Cajuns.
En 2005, l'ouragan Rita provoqua une grosse inondation à travers la ville.

## Le « Henry Hub »
À Erath se trouve le Henry Hub, un nœud important du réseau de gazoducs nord-américains : les prix du gaz naturel en Amérique du Nord sont en effet à peu près fixés à ce nœud.
Il est nommé « Henry Hub » car il se trouve dans le hameau de Henry, lequel porte ce nom du fait de la Henry High School qui s'y trouvait jusqu'à ce que l'inondation du l'ouragan Rita ne force sa fermeture et sa démolition. Cette école avait été nommée à partir de son bienfaiteur, William Henry, un immigrant danois qui était arrivé de Copenhage sous le nom de Ludwig Wilhelm Kattentidt, vers 1840, et avait abandonné son nom de famille et utilisé le second prénom de son père, Heinrich, pour en faire son nom de famille, Henry. Il y a toujours aujourd'hui des descendants de William Henry nommés Henry dans la région.